# Melchior von Wurmbrand
Melchior von Wurmbrand (även Wurmbrandt och Worendbrandt), född 1586, död omkring 1637, var en österrikisk friherre verksam i svensk krigstjänst under trettioåriga kriget. Han var brukspatron på Julita bruk och uppges ibland som uppfinnare av den så kallade läderkanonen.

## Biografi
Wurmbrand härstammade från den österrikiske (dåvarande Ärkehertigdömet Österrike) linjen för greven Wurmbrand-Stuppach i Steiermark som 1518 erhöll friherrlig och 1682 grevlig värdighet. Melchior von Wurmbrand var son till Hieronymus von Wurmbrand (1542-1597) och friherrinnan Barbara von Künsberg. Han var riddare i Malteserorden. Åren 1621 till 1622 tjänstgjorde han som överste under fältherren Ernst von Mansfeld.
År 1625 (troligen i juni) trädde han i Gustaf II Adolfs tjänst som överste för Jamed Seatons i utlandet värvade infanteriregemente i Riga. Den befattningen innehade han till och med 1628. För sina insatser erhöll han i juni 1626 godset Marienhusen i Livland. Den så kallade läderkanonen tillkom vid ungefär samma tid det är dock inte helt klarlagd om Wurmbrand var dess upphovsman. Han sålde uppfinningen till Gustaf II Adolf som belönade honom 1627 med det omfattande godset Julita gård med flera underliggande gårdar i Julita socken samt ett kontant belopp om 12 000 daler. På Julita lät han anlägga Julita bruk där läderkanonen tillverkades. Bruket utarrenderade han 1632 till Jakob De la Gardie. Läderkanonen hade ingen större framgång och avskaffades som vapen redan 1631.
Wurmbrand deltog i trettioåriga kriget, var 1632 kommendant i Donauwörth och stred under hertig Bernhard av Sachsen-Weimar i Elsass. Han tillfångatogs av Kroater tillsammans med några officerare den 18 juni 1636. Enligt krigshistorikern Johann Heilmann omkom han detta år i fångenskap, men det finns även uppgifter om att Wurmbrand förde en rättstvist 1637.